# Nova Colinas
Nova Colinas är en kommun i Brasilien.   Den ligger i delstaten Maranhão, i den östra delen av landet, 1 000 km norr om huvudstaden Brasília. Antalet invånare är 4 885.
Omgivningarna runt Nova Colinas är huvudsakligen savann. Runt Nova Colinas är det mycket glesbefolkat, med 3 invånare per kvadratkilometer.